# Девица (фильм)
«Девица» (англ. Damsel) — американский комедийный фильм-вестерн 2018 года, снятый режиссёрами Дэвидом и Нейтаном Зеллнерами с Робертом Паттинсоном и Мией Васиковской в главных ролях. Мировая премьера ленты состоялась 23 января 2018 года на кинофестивале «Сандэнс» в США. Фильм был отобран для участия в конкурсной программе 68-го Берлинского международного кинофестиваля 2018 года .

## Сюжет
Дикий Запад, конец XIX века. Сэмюэл Алабастер (Паттинсон) совершает путешествие вдоль западной границы Штатов в поисках своей невесты Пенелопы (Васиковска), которую он не видел более двух лет.
Заработав денег на свадьбу и купив для девушки ценный подарок, карликового пони, он всецело погружён в мечты о будущем семейном счастье, несмотря на то, что получил уже письмо о том, что его избранница предпочла ему другого. Будучи инфантильным и неуравновешенным по своей природе, он одержим навязчивой идеей о «похищении» Пенелопы недостойными соперниками — братьями Корнеллами, с которыми он надеется легко расправиться.
В пути Сэмюэл останавливается в захолустном городке, где находит пьянчугу Генри Парсона (Дэвид Зеллнер), самозванного пастора, присвоившего себе одежду и рваную библию старого миссионера, покончившего с собой на его глазах. Самоуверенный жених наивно полагает, что привезённый им с собой священник придаст серьёзность его намерениям и смягчит сердце избранницы. Однако план его рушится после того, как никогда не державший в руках оружие Генри случайно убивает Антона Корнелла (Касдорф), за которого, как выясняется в дальнейшем, Пенелопа вышла замуж по любви. Разочарованный Самюэль, получив от любимой гневную отповедь, сводит счёты с жизнью.
Убитая горем Пенелопа берёт Парсона в плен, и, взорвав динамитом своё жилище, предаёт тело убитого супруга земле. Собрав пожитки и основательно вооружившись, она отправляется в ближайший город на поиски нового счастья. С помощью повстречавшегося ей в лесу индейца-траппера Захарии Бегущего Медведя (Биллинджир) ей удаётся избавиться от опасного преследователя — своего деверя Руфуса Корнелла (Нейтан Зеллнер), недалёкого громилы, уже положившего на неё глаз, но на следующее утро краснокожий неожиданно скрывается, украв у неё двух лошадей и мула.
Но никакие невзгоды не могут сломить сильную женщину, привыкшую верить лишь в собственные силы…

## В ролях
| • Роберт Паттинсон  | … | Сэмюэл                  |
| • Миа Васиковска    | … | Пенелопа                |
| • Дэвид Зеллнер     | … | Генри Парсон            |
| • Нейтан Зеллнер    | … | Руфус Корнелл           |
| • Гейб Касдорф      | … | Антон Корнелл           |
| • Роберт Форстер    | … | старый проповедник      |
| • Джозеф Биллинджир | … | Захария Бегущий Медведь |
| • Морган Ланд       | … |                         |
| • Рэй Келлегер      | … |                         |
| • Гэрри Брукинс     | … |                         |

## Награды и номинации
| Список наград и номинаций              | Список наград и номинаций | Список наград и номинаций | Список наград и номинаций | Список наград и номинаций | Список наград и номинаций |
| Кинофестиваль/Кинопремия               | Год                       | Категория                 | Номинант(ы)               | Результат                 | Источник                  |
| -------------------------------------- | ------------------------- | ------------------------- | ------------------------- | ------------------------- | ------------------------- |
| Берлинский международный кинофестиваль | 2018                      | Золотой медведь           | Девица                    | Номинация                 |                           |